# Élections municipales de 2017 dans Lanaudière
Les élections municipales québécoises de 2017 se déroulent le 5 novembre 2017. Elles permettent d'élire les maires et les conseillers de chacune des municipalités locales du Québec, ainsi que les préfets de quelques municipalités régionales de comté.

## Lanaudière

### L'Épiphanie (paroisse)
- Élection reportée au 30 septembre 2018 en raison du projet de fusion avec la ville de L'Épiphanie[1].

### L'Épiphanie (ville)
- Élection reportée au 30 septembre 2018 en raison du projet de fusion avec la paroisse de L'Épiphanie[1].

### Saint-Alexis
| Candidats pour la mairie   | Vote            | %               |
| -------------------------- | --------------- | --------------- |
| Robert Perreault (Sortant) | Sans opposition | Sans opposition |

### Terrebonne
| Parti                             | Parti                             | Candidats                         | Voix   | %     |
| --------------------------------- | --------------------------------- | --------------------------------- | ------ | ----- |
|                                   | Alliance démocratique Terrebonne  | Marc-André Plante                 | 13 883 | 42,03 |
|                                   | Générations Terrebonne            | Stéphane Berthe (Sortant)         | 10 371 | 31,40 |
|                                   | Nouvel Élan Terrebonne            | Valérie Quévillon                 | 8 193  | 24,80 |
|                                   | Action Terrebonne                 | Antoine Hanachian                 | 585    | 1,77  |
|                                   |                                   |                                   |        |       |
| Votes valides                     | Votes valides                     | Votes valides                     | 33 032 | 97,78 |
| Bulletins rejetés                 | Bulletins rejetés                 | Bulletins rejetés                 | 751    | 2,22  |
| Total                             | Total                             | Total                             | 33 783 | 100   |
| Abstention                        | Abstention                        | Abstention                        | 50 085 | 59,72 |
| Nombre d'inscrits / participation | Nombre d'inscrits / participation | Nombre d'inscrits / participation | 83 868 | 40,28 |

| Parti                             | Parti                             | Candidats                         | Voix   | %     | Sièges |
| --------------------------------- | --------------------------------- | --------------------------------- | ------ | ----- | ------ |
|                                   | Alliance démocratique Terrebonne  | 16                                | 13 745 | 41,71 | 11     |
|                                   | Générations Terrebonne            | 16                                | 10 891 | 33,05 | 4      |
|                                   | Nouvel Élan Terrebonne            | 16                                | 7 033  | 21,34 | 1      |
|                                   | Action Terrebonne                 | 3                                 | 198    | 0,60  | 0      |
|                                   | Indépendants                      | 6                                 | 1 083  | 3,29  | 0      |
|                                   |                                   |                                   |        |       |        |
| Votes valides                     | Votes valides                     | Votes valides                     | 32 950 | 97,53 |        |
| Bulletins rejetés                 | Bulletins rejetés                 | Bulletins rejetés                 | 833    | 2,47  |        |
| Total                             | Total                             | Total                             | 33 783 | 100   | 16     |
| Abstention                        | Abstention                        | Abstention                        | 50 085 | 59,72 |        |
| Nombre d'inscrits / participation | Nombre d'inscrits / participation | Nombre d'inscrits / participation | 83 868 | 40,28 |        |